# Erebia gardeina
Erebia gardeina är en fjärilsart som beskrevs av Karl Schawerda 1924. Erebia gardeina ingår i släktet Erebia och familjen praktfjärilar. Inga underarter finns listade i Catalogue of Life.